# Церковь Рождества Христова (Каменск-Шахтинский)

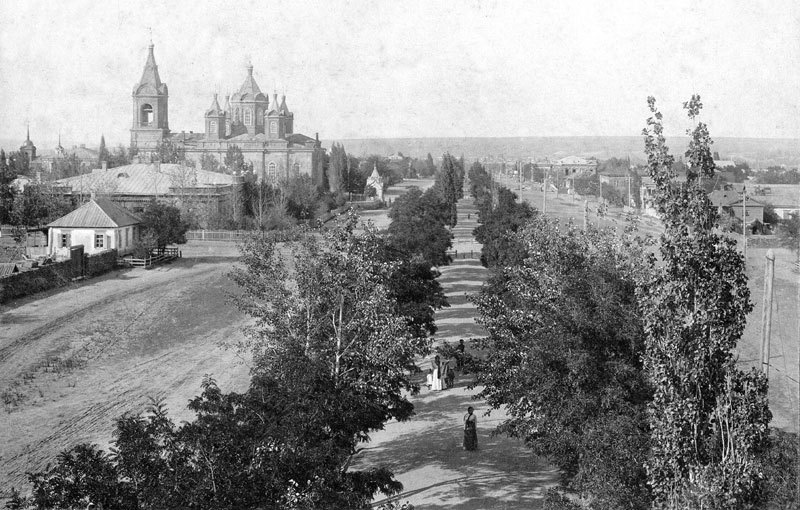
Христорождественская церковь и Донецкий проспект

Церковь Рождества Христова (Христорождественская церковь) — бывший православный храм в станице Каменской Области Войск Донского, ныне город Каменск-Шахтинский Ростовской области.

## История
Храм был построен в 1866 году на средства прихожан. Располагался в центре города на Донецком проспекте. Представлял собой белоснежное здание с тремя приделами: главный — во имя Рождества Христова, левый — во имя Благовещения Пресвятой Богородицы, правый — во имя Сретения Господня. В 1890 году рядом с храмом была построена церковно-приходская школа.
После Октябрьской революции не был закрыт, в нём проходили богослужения в годы Великой Отечественной войны. По храму получила своё название Христорождественская площадь (ныне площадь Труда) и Христорождественская улица (ныне улица Халтурина).
Церковь была закрыта в 1950 году и разрушена в 1960 году. Во дворе дома № 50 по проспекту Карла Маркса, где находился храм, установлен памятный православный крест.

Крест на месте разрушенного храма
Мемориальная доска на кресте